# 番茄姐姐
番茄姐姐（1994年8月18日—），本名蘇禹綾，高雄市出身，2012年畢業於高雄三信家商餐飲管理科，2016年畢業於國立高雄應用科技大學觀光管理系，2012年6月入選東森幼幼台水果生力軍，於2013年正式出道，2020年11月5日離開東森幼幼台，現以YouTuber身份活動。

## 主持
- 東森幼幼台YoYo點點名(2013/06/18 ~ 2020/11/5)
- YoYo嘻遊記
- Hello ! 瑪奇課
- 原來如此

## 音樂
- 妖怪手錶 主題曲「ふるさとジャポン」
- 汪汪隊立大功 主題曲
- 睡衣小英雄 主題曲

## 唱片
- YOYO點點名12-YoYo百分百
- YOYO點點名13-YoYo新世界

## 戲劇
- 2013 YOYO點點名音樂舞台劇 苗北藝文中心
- 2014 【YOYO家族】X【如果兒童劇團】《GOGO海洋大冒險》(舞台劇))（橘子姐姐、西瓜哥哥、月亮姐姐、番茄姐姐）[2]
- 2019 YOYO奇幻星球大冒險 兒童音樂舞台劇

## 廣告、活動代言及主持
- 2015 東森幼幼台MOUK環遊世界節目代言 (2015~至今)[3]
- 2016 「YOYO百分百」快閃活動[4][5]
- 2016 汪汪隊立大功 卡通代言
- 2017 妖怪手錶 卡通代言
- 2017 Turning Mecard 卡通代言
- 2017 PJ MASKS 睡衣小英雄 卡通代言

## 獎項
| 年份   | 頒獎典禮     | 獎項           | 節目           | 角色   | 結果 |
| ------ | ------------ | -------------- | -------------- | ------ | ---- |
| 2015年 | 第50屆金鐘獎 | 兒童少年節目獎 | 《YoYo點點名》 | 主持人 | 提名 |

## 競賽記錄
- 2009 高雄市國中技藝競賽飲調組 第二名
- 2010 三信家商傳統調酒大賽 第二名
- 2010 三信家商校園活力美少女 第一名
- 2010 全國五洲盃傳統調酒大賽團體組 第二名
- 2010 全國五洲盃傳統調酒大賽個人組 第三名
- 2011 國際金爵獎傳統調酒大賽高職創意裝飾傳調組 全國第八
- 2011 全國五洲盃傳統調酒大賽個人組 第三名
- 2011 全國港都盃傳統調酒大賽創意裝飾傳調組 第三名
- 2011 三信家商語文競賽-演講比賽 第三名
- 2011 網路讀書會生命教育寫作比賽高職組 優等
- 2011 全國高中寫作比賽高雄區高三組 優等
- 2011 高雄市政府教育局創意隊呼團體比賽 第七名
- 2011 三信家商創意啦啦隊團體比賽 第二名
- 2011 第八屆五洲盃全國調酒大賽-高中職傳統組 季軍
- 2011 三信家商校園歌唱比賽 第三名
- 2012 全國高級中等學校小論文寫作比賽(1010331)梯次 商業類 甲等
- 2012 第十八屆金爵獎國際調酒大賽-創意彩妝傳統組(調酒獎)：冠軍（三信家商-林明億、柯厚丞、蔡宜庭、蘇禹綾、張濬麟）

## 配音
- 蠟筆小新：宇宙人Pi力來襲！！-女明星志田未來、女記者、Ｐi媽媽
- 萌趣趣 花花

## 外部連結
- 番茄姐姐個人 Facebook
- 番茄姐姐蘇禹綾🍅的Instagram帳戶